# فلسفه اسلامی
فلسفه اسلامی، با روش‌های عقلی، برهانی و دینی به مسائل کلی هستی، معرفت، نفس، خدا و دین می‌پردازد.
از کِندی، به عنوان نخستین فیلسوف مسلمان و از فارابی مؤسس فلسفه اسلامی نام برده می‌شود . فلسفه اسلامی، دارای سه مکتب مهم است  که عبارت‌اند از: فلسفه مشاء، فلسفه اشراق و حکمت مُتعالیه.
فارابی، ابن سینا، شیخ اشراق، ابن رشد، میرداماد و ملاصدرا، از مهم‌ترین فیلسوفان مسلمان هستند؛ و کتاب‌های الاشارات و التنبیهات، شِفاء، حکمة الإشراق، قَبَسات، اَسفار اَربعه، الشواهد الربوبیة، شرح منظومه و نهایة الحکمة از برجسته‌ترین متون فلسفه اسلامی به‌شمار می‌روند.
دورهء اوج و شکوفایی فلسفهء اسلامی در دورهء حکومت های ایرانی همزمان با خلافت عباسی  و امپراطوری مغول ها بوده است؛ پس از به قدرت رسیدن سلاجقه، فلسفه، حکمت و آزاداندیشی. تحت تاثیر اندیشه های امام محمد غزالی در دوره‌ای از تاریخ رو به افول نهاد.
فلسفه، در جهان اسلام با مخالفت‌هایی روبه‌رو بوده است. برخی از مخالفان، فلسفه اسلامی را دارای  مطالب کفرآمیز می‌دانند و برخی نیز بر تفکیک معرفت دینی از فلسفه تأکید می‌کنند؛ اما با این حال، بسیاری از فقیهان و عالمان مسلمان، اهل فلسفه بودند و با آن مخالفتی نداشته‌اند و عده‌ای هم به ضرورت و اهمیت آموزش  فلسفه تصریح کرده‌اند.

## تاریخ

### سرآغاز
با رشد و گسترش اسلام در جزیره‌العرب و گسترش نفوذ آن توسط خلفا، قلمرو حکومت اسلامی به‌سرعت گسترش یافت. سپس به تدریج با ترجمهٔ آثار برجستهٔ علمی و فلسفی جهان، به زبان عربی در دوران عباسیان، به عنوان زبان مشترک تمدن جدید، آغاز شد و کتاب‌های بسیاری از فیلسوفان یونانی و مصری، رومی و حتی ایرانی دوران ساسانی و دیگر مراکز علمی معتبر آن زمان، به عربی برگردانده شد.
بدین ترتیب، نخستین فیلسوفان و متکلمان مسلمان، با افکار فیلسوفان یونان باستان و به ویژه با سقراط، افلاطون، ارسطو و فلوطین آشنا شده و به تفسیر آرای آن‌ها در چهارچوب اصول اعتقادی اسلام پرداختند. بن‌مایهٔ اصلی فلسفهٔ اسلامی، هستی‌شناسی به سبک نوافلاطونی و نوفلوطینی و تفسیر اسطوره‌ای جهان می‌باشد. برای نمونه تنها دو کتاب «اثولوجیا» و «خیرالمحض» حاوی تمام عناصر اصلی است که وارد مکتب نوافلاطونی اسلامی شده است: تعالی محض مبدأ اوّل یا خدا، انتشار یا صدور اشیاء از او، نقش عقل به عنوان وسیله‌ای برای خدا در آفرینش و به عنوان حیّز صُوَر اشیاء و مصدر اشراق بر عقل آدمی؛ موضع نفس در پیرامون عالم عقلی و حلقهٔ واسط یا «مرز» میان عالم عقلی و عالم حسّی و بالاخره کوچک شمردن مادّه، زیرا مخلوقی صادر از واحد و پایین‌ترین پله در نردبان جهان هستی است

### مکاتب تاریخی و جریانهای مؤثر
مکتب های سه‌گانه تاریخی فلسفه اسلامی:
- مکتب مشاء
- مکتب اشراق
- حکمت متعالیه

جریان‌های زیر در فلسفهٔ اسلامی تأثیر بسزایی داشته اند که به ترتیب زمان پیدایش، عبارت‌اند از:
1. مکتب فلسفی مشاء: در این روش فقط از استدلال و برهان عقلی و منطقی استفاده می‌شود. در این روش کوشش شده است که مرز میان فلسفه و دین حفظ شود و فیلسوف آزادانه و بی‌طرفانه به بررسی امور فلسفی بپردازد.
2. علم کلام در شیعه، معتزله و اشاعره: در این روش از استدلال و مباحثه برای دفاع از اعتقاد به اسلام و اصول اسلامی و راضی کردن طرف مقابل به پذیرش آن استفاده می‌شود.
3. مکاتب عرفانی: در این روش از تهذیب و تصفیه نفس برای «رسیدن به حقیقت» (فعالیتی عملی) و نه کشف و معرفی حقیقت (فعالیتی علمی) استفاده می‌شود.
4. مکتب فلسفی اشراق: در این روش هم از فکر و هم از تهذیب و تصفیه نفس برای مکاشفه (یافتن حقیقت توسط شهود عرفانی) استفاده می‌شود. هدف از این کار کشف و معرفی حقیقت است، نه رسیدن به آن.

جریان اول خالق فلسفه است. جریان‌های دوم و سوم در بیشتر موارد مخالفان سرسخت فلسفه‌اند که مخالفت‌هایشان فلسفهٔ اسلامی را وادار به تحرّک و پویایی نموده است.
- از مهم‌ترین فلاسفه مشائی اسلامی می‌توان ابن سینا، ابویوسف کندی، فارابی، خواجه نصیرالدین طوسی، میرداماد، ابن رشد، ابن باجه و ابن الصائغ آندلسی را نام برد. ارسطو بنیان‌گذار این روش بوده است.
- از جمله فلاسفه اشراقی شهاب‌الدین یحیی سهروردی، قطب‌الدین شیرازی و شمس‌الدین شهرزوری بوده‌اند.
- از عارفان اسلام می‌توان به محیی‌الدین ابن عربی (بنیان‌گذار)، بایزید بسطامی، حلاج شبلی، جنید بغدادی، ذوالنون مصری، ابوسعید ابوالخیر، خواجه عبدالله انصاری، ابوطالب مکی، ابونصر سراج، ابوالقاسم قشیری، ابن فارض و مولوی اشاره کرد.

مرتضی مطهری چنین می‌گوید:
این چهار جریان در جهان اسلام ادامه یافتند تا در یک نقطه به یکدیگر رسیدند و جمعاً جریان واحدی را به وجود آوردند. نقطه‌ای که این چهار جریان در آنجا با یکدیگر تلاقی کردند «حکمت متعالیه» نامیده می‌شود.

## فلسفه اسلامی و عرفان
در طول تاریخ، عرفان اهمیت زیادی در فلسفهٔ اسلامی داشته و امروزه نیز بسیاری مطالعهٔ این دو را در کنار هم توصیه می‌کنند. تقریباً تمامی فلاسفهٔ اسلامی دربارهٔ عرفان مطلب نوشته‌اند یا علاقهٔ جدی به عرفان داشته‌اند.
هانری کربن معتقد است فلسفهٔ اسلامی را نمی‌توان بدون عرفان شناخت. از آن‌جا که اساسی‌ترین موضوع فلسفهٔ اسلامی، خداست، ورود به آن بدون پرداختن به خدا ممکن نیست. پیوستگی فلسفهٔ اسلامی با عرفان باعث شده تا بسیاری مفسرین حامی این ایده باشند که نمی‌توان بدون طلب خدا، به طلب حکمت پرداخت.

## فیلسوفان اسلامی
بیشتر استادان فلسفه اسلامی از نژادها و ملیت‌های غیرعرب و به‌ویژه شمار بیشتر آنان ایرانی می‌باشند و غالباً نیز آثار و تفکّرات خود را به زبان پارسی نگاشته‌اند. از فیلسوفان نامدار اسلامی می‌توان ابونصر فارابی، سهروردی، ابن سینا، معراج، ملا هادی سبزواری، ملاصدرا، محمدحسین طباطبایی و حسن حسن‌زاده آملی و عبدالله جوادی آملی را نام برد.

## مخالفان فلسفه
در قلمرو اسلام فلاسفه همواره مورد سوءظن اولیای دین و اهل شریعت بوده و می‌باشند. برای نمونه، عده‌ای از علمای شیعه تدریس و مطالعه فلسفه را بنابر حدیثی از حسن عسکری در مورد آخر الزمان که: «... عالمان و اندیشمندان آنها، بدترین آفریده‌های الهی در روی زمین‌اند؛ چرا که به فلسفه و تصوّف تمایل نشان می‌دهند. به خدا سوگند! آنها از عقیده [و فطرت] خود برگشته و از راه حق منحرف شده‌اند. در علاقه و محبّت به مخالفان ما زیاده‌روی می‌کنند و شیعیان و دوستداران ما را به گمراهی می‌کشانند … .» (اردبیلی، حدیقه‌الشیعه ۷۸۵) حرام می‌دانند. اما اصطلاح و مفهوم «فلسفه در اسلام» به هیچ نحو از انحاء با سنت و شریعت و اصول دین تصادم و برخوردی نمی‌تواند پیدا کند.
گفتنی است، گروهی از افراد به رهبری فردی به نام میرزا مهدی اصفهانی ، که از پژوهشگران معارف قرآن و اهل‌بیت (ع) به‌شمار می‌رود، مکتبی ویژه از سلوک اخلاقی و تهذیب نفس را در خراسان بنیان نهادند. این مکتب که مکتب تفکیکمکتب  یا مکتب خراسان نامیده می‌شود، بر مبانی معارفی خاصی استوار است و رکن اساسی آن، توجه دائمی به ذات خداوند به‌عنوان آشناترین آشنا برای انسان و همچنین توسل به نماینده خدا بر روی زمین، حجت بن الحسن (عج)، می‌باشد.
میرزا مهدی اصفهانی و شاگردانش از احیاگران فرهنگ مهدویت در تاریخ معاصر ایران به‌شمار می‌آیند. آن‌ها از ابتدا مخالفت با هرگونه فلسفه را در دستور کار خود قرار دادند و در خراسان، به‌طور علنی و عملی با فیلسوفان به مقابله پرداختند و از هرگونه مماشات در برابر آنچه مزاحمت‌های فلسفی می‌دانستند، خودداری کردند.
شایان ذکر است که پرچم این مکتب تا به امروز دست به دست شده و در هر دوره به فردی شایسته سپرده شده است که آخرین آن‌ها مرحوم محمدرضا حکیمی بود
مرحوم سید جلال‌الدین آشتیانی از منتقدان سرسخت و استوار مکتب تفکیک بود و به دلیل مواضع انتقادی‌اش، بارها مورد آزار و اذیت پیروان این مکتب قرار گرفت. پس از انقلاب اسلامی و با حمایت‌های ویژه حضرت امام خمینی رحمه الله علیه  از میزان این  فشارها تا حدی کاهش یافت

## جایگاه فلسفهٔ اسلامی در تاریخ فلسفه
بسیاری از مورخان فلسفه غرب، تحت تأثیر هگل، تاریخ فلسفه را منحصر به تاریخ فلسفه غرب می‌دانند و دیگر فلسفه‌ها، از جمله فلسفه اسلامی را فرع و حاشیه ای از فلسفه غرب می‌شمارند. برخی شرق‌شناسان قرن نوزدهم گفته‌اند که اساساً نژاد عرب توانایی فلسفه ورزی ندارد و از این رو فلسفه عربی یا اسلامی نداریم.
ارنست رنان در کتاب «تاریخ زبان‌های سامی» با افتخار می‌گوید: «این من بودم که برای نخستین بار، فرودستی نژاد سامی را در برابر نژاد آریایی طرح کردم.» به نظر او نژاد سامی در فلسفه جز اقتباس و تقلید کاری نکرده است.
با صرف نظر از گرایش‌های نژاد پرستانه‌ای که در این گونه اظهار نظرها به چشم می‌خورد، به اجمال در نقد این آراء می‌توان گفت: اول، مسلمانان فقط عرب‌ها نیستند؛ دوم، آنان فقط نقل‌گرا و سنی نیستند؛ سوم، اینکه از اعراب پیش از اسلام فلسفه ای برجای نیست، دلالت نمی‌کند که آنان هیچ‌گاه قادر به خلق فلسفه نخواهند بود؛ چه یونانیان نیز پیش از تالس جز اساطیر و افسانه‌ها چیزی نداشتند، بنابراین نباید قادر به خلق فلسفه می‌شدند؛ چهارم، وجود فلاسفه اسلامی و آثار فلسفی در جهان اسلام بر این مدعا خط بطلان می‌کشد. افزون بر حضور آشکار فلسفه، اندیشه‌های فلسفی بسیاری را می‌توان در کلام، عرفان، تفسیر، اخلاق، نحو، تاریخ و دیگر علوم یافت.
انکار سنت فلسفی در جهان اسلام، از بی اطلاعی دربارهٔ سیر فلسفه اسلامی سرچشمه می‌گیرد. اساساً شرق‌شناسان بیشتر به جنبه‌های تاریخی و «فقه اللغتی» فلسفه اسلامی پرداخته‌اند تا خود فلسفه. از این رو، فلسفه اسلامی اغلب در مراکز شرق‌شناسی یا مطالعات خاورمیانه یا مطالعات اسلامی کانون توجه بوده است، نه در دانشکده‌های فلسفه. سیر ترجمه آثار اسلامی به زبان‌های اروپایی پس از ابن رشد ادامه نیافت و غربیان از آثار و اندیشه‌های حکمای بعدی چون سهروردی، میرداماد و ملاصدرا بی‌خبر ماندند.

حسن حنفی، نویسنده مصری می‌نویسد: 
«اولین فیلسوف ما کندی، در نیمه اول قرن سوم هجری زندگی می‌کرد… و آخرین فیلسوف اسلامی ابن رشد سال ۵۹۵ هجری در گذشته است.»
برخلاف نظر برخی خاورشناسان، اندیشهٔ فلسفی با دوره ترجمه در قرن دوم آغاز نشد، بلکه پیش از آن این اندیشه پدید آمد؛ هرچند با نام عنوان فلسفه نبوده است، اما از جمله عوامل بسیار مؤثر در شکوفایی تفکر فلسفی در جهان اسلام، تعالیم قرآن و پیشوایان اسلامی در این زمینه بوده است و تأمل در معارف کتاب و سنت، الهام بخش متفکران مسلمان در روی آوردن به تفکر عقلی بوده است. پیش از ورود آراء فلسفی یونانی، نظریه اجتهاد در نخستین سده تاریخ اسلام مطرح بود و بذرهای علم نظری اصول الفقه، که برخی از مباحث آن رنگ فلسفی دارد، در این دوره پاشیده شد. این شاخه از معرفت به نحوی چشمگیر مستقل از فلسفه رسمی به سیر تکاملی خود تا امروز ادامه داده است.
مباحث علم کلام در نخستین دهه‌های اسلامی مطرح شد، تا اینکه رفته رفته به یک نظام عقلی پیچیده تبدیل شد. کلام نیز، به ویژه در روزگار نخستین، مسیری تقریباً مستقل از فلسفه رسمی داشت؛ اما هم در کاربست عقل و منطق و هم در موضوعات مورد بحث، با فلسفه قرابت بسیاری داشت. گفت گوها و مباحثاتی که بین فلاسفه و متکلمان در موضوعات نظری درگرفته است، تأثیر بسیاری در مباحث و مواضع فلاسفه و سیر فلسفه داشته‌اند. عرصه دیگری که با اندیشه فلسفی بی ارتباط نیست، تصوف و عرفان است. متصوفه نیز جهان‌شناسی و انسان‌شناسی و معرفت‌شناسی خاص خود را داشتند و اختلاف مشرب آنان با فلاسفه و نقدهای ایشان بر فیلسوفان و نیز تعامل فلسفه با عرفان در شکل‌گیری و توسعه فلسفه تأثیرگذار بوده است. حتی اگر فلسفه ای از بیرون مرزها وارد جهان اسلام نمی‌شد، خود این جریان‌های متنوع فکری و تعامل‌های آنان با یکدیگر، تفکر عقلانی و فلسفی را چه درون آن رشته‌ها و چه در بیرون و به صورت مستقل، ایجاب می‌کرد؛ اما فلسفه به معنای مصطلح آن، در جهان اسلام بی شک ریشه یونانی دارد؛ هرچند از فرهنگ اسلامی بسیار تأثیر پذیرفته است.

### بازخوانی فلسفه اسلامی در دوران معاصر
یکی از زمینه‌های پژوهشی عصر حاضر در حوزه فلسفه، بررسی اهمیت ماهوی یا تأثیرات عملی فلسفه اسلامی در عرصه جهانی فلسفه بوده است. از مصادیق این پژوهش‌ها می‌توان به تلاش‌های پیوسته هانری کُربَن در فهم و تحلیل و تبیین فلسفه اسلامی اشاره کرد. پژوهش‌های او تا جایی ادامه داشت که ظاهراً پاسخ برخی پرسش‌های بی‌جواب‌مانده خود در غرب را در مشرق زمین یافت. از مهم‌ترین اتفاقات زندگی هانری کُربَن، گسست وی از تفکر هایدگر یکی از تأثیرگذارترین فلاسفه تاریخ غرب است. به زعم کُربَن فلسفه هایدگر و به‌طور کلی فلسفه معاصر غربی حاوی مختصاتی است که بسیاری از پرسش‌های بزرگ بشر را بی پاسخ رها می‌کند. کُربَن مدت‌ها برای یافتن پاسخ‌های قانع‌کننده وقت صرف کرده بود و به بیان خود، نهایتاً فلسفه شیعی و حکمت الهی فیلسوفان ایرانی را قانع‌کننده یافته بود. در فلسفه هایدگر، هستی دازاین در مقابله با نیستی، معنا می‌یابد. به بیان دیگر، مرگ برای هایدگر، آنجایی است که دازاین در آن شیوه اصیل زیستن را بازیابد. پیش از سفر به ایران، تقریباً برای کُربَن مشخص شده بود که مرگ، پایان جهان نیست. با این حال برای یافتن پاسخی برای پرسشی که در ذهن داشت، رهسپار ایران شد. پرسش این بود: آیا امکانِ بودن در ورای مرگ، فقط با مرگ محقق می‌شود؟ یا پیش از مرگ نیز انسان می‌تواند در خارج از جهانِ خویش بایستد؟ این پرسش، همان چیزی بود که مأموریت سه‌ماهه کُربَن را سی سال به درازا کشاند و او را به پژوهش فلسفه شیعه کشاند. ایران برای کُربَن یک مفهوم، جغرافیایی، سیاسی یا قومی نبود. بلکه «جهان ایرانی … یک جهان میانی، یک حدفاصل است و بسیار به ما مغرب زمینیان نزدیک.» کُربَن می‌گوید: «ایران‌زمین فقط یک ملت و یک امپراتوری نبود بکه کانون معنویت و تاریخ ادیان بود.»
نمونه‌های متأخرتری وجود دارد که نشان می‌دهد برخی متفکران معاصر غربی، لااقل در بخشی در اندیشه خود، متأثر از دیدگاه فلاسفه اسلامی بوده‌اند. به عنوان مثال اسلاوُی ژیژِک در تشریح ابعاد اندیشه خود در باب مفهوم خیال به پیشرو بودن فلاسفه اسلامی در این عرصه اشاره کرده است. او در این راستا به تبیین جایگاهی که آثار نادیا مفتونی در بازخوانی مفهوم خیال در فلسفه اسلامی دارد اشاره کرده است. وی در این باره می‌گوید: «من کار نادیا مفتونی را به دلیل خیلی مشخصی دنبال می‌کنم. علاقه من به آثار او علاقه‌ای عمومی نیست. معتقدم کاری که او با تمرکز بر مفهوم خیال انجام می‌دهد، به ما می‌گوید که اگر به شیوه درستی بر این مفهوم تمرکز کنیم این امر یک روشنایی جدید و چشم‌اندازی را که به طرز شگفت‌انگیزی سازنده است در زمینه شیوه‌ای که امروز باید سنت فلسفی و دینی و غیره خود را خوانش کنیم ایجاد می‌کند. … او در مباحثش پیرامون خیال، نشان می‌دهد که فلسفه کهن اسلامی قبلاً مسیری را که می‌خواهم درباره‌اش صحبت کنم طی کرده است؛ یعنی او فراتر از ارسطو می‌رود. ارسطو یک نظریه خیال دارد که اگر برخی اشارات جزئی جسورانه را از این نظریه حذف کنیم با یک نظریه بسیار سنتی دربارهٔ خیال مواجهیم. نکته اصلی مد نظر من این است: ما در غرب معمولاً خیال را به امری ذهنی در مقابل واقعیت عینی تقلیل می‌دهیم. چنان‌که گویی امور و اشیاء در جهان خارج وجود دارد و هویت‌شان همان است که هست و شاید این هویت کاملاً برای ما شناخته‌شده نباشد؛ اما در عالم خارج وجود دارد و آنگاه قائلیم که خیال امری ذهنی است؛ یعنی ما چیزی را بر اشیاء معطوف می‌کنیم و جاهای خالی در شناخت خود را پُر می‌کنیم. اما معتقدم چیزی که ما از سنت فکری شما می‌آموزیم و این سنت فکری به من نزدیک است، یعنی به ایدئالیسم آلمانی و هگل و دیگرانی در قرن بیستم نزدیک است و به دلالت‌های فلسفی فیزیک کوانتوم نزدیک است. این است که از جهت عینی هم نمی‌توان گفت که امور و اشیاء همان چیزهایی هستند که می‌نمایند. آنچه یک چیز هست فی‌الجمله دلالت بر فضای یک نوع خیال هستی‌شناختی دارد؛ یعنی خیال در درون خود یک چیز یعنی آنچه این چیز می‌توانست بوده باشد، اما نشد و ظرفیت‌های بالقوه پنهانی که در آن چیز وجود دارد. در نتیجه شناخت یک چیز مستلزم این نیست که صرفاً ذهن خود را فراموش کنیم و بر این تمرکز کنیم که آن چیز واقعاً چیست. بلکه برای شناخت یک چیز لازم است خود را در هویت آن و تمامی ظرفیت‌های بالقوه‌اش دخیل کنیم. مفتونی در آثارش دربارهٔ خیال نشان می‌دهد که فلسفه اسلامی قبلاً این مسیر را طی کرده است.»

## کتاب‌های مرجع در فلسفهٔ اسلامی
- شفاء - ابوعلی سینا
- اشارات و تنبیهات - ابوعلی سینا
- حکمه الإشراق - شهاب الدین سهروردی
- اسفار اربعه یا حکمت متعالیه - ملاصدرا
- منظومه - ملا هادی سبزواری
- بدایة الحکمة - سید محمدحسین طباطبایی
- نهایة الحکمة - سید محمدحسین طباطبایی
- تلویحات - شهاب الدین سهروردی
- مقاومات - شهاب الدین سهروردی
- مطارحات - شهاب الدین سهروردی